# Trichomma biroi
Trichomma biroi är en stekelart som först beskrevs av Szepligeti 1906.  Trichomma biroi ingår i släktet Trichomma och familjen brokparasitsteklar. Inga underarter finns listade i Catalogue of Life.